# Dimario (Xanthi)
Dimario (sau Dimari) este un sat montan din Periferia Xanthi cu o populație în 2021 de 582 de locuitori și aflat la o altitudine de 740 de metri.

## Geografie - Istorie
Dimario este situat la granița dintre Grecia și Bulgaria la aproximativ 30 km distanță de Sminthi (reședința municipalității Myki) și la 44 km de Xanthi. Satul este construit pe versanții Munților Rodopi de vest la o altitudine de 740 de metri  și la est de vârful Koula (1.828 m) în zona care reprezintă partea superioară a bazinului râului Kosynthos. Deasupra satului există formațiuni geologice impresionante cu grupuri rare de conifere rezistente la frig (pin balcanic - pinus peuce ).
Din punct de vedere cultural face parte din satele din Pomakochoria din Xanthi. Vechea denumire din perioada otoman era Demirtzik.  Conform Planului Kallikratis, se încadrează în municipalitatea Myki și, conform recensământului din 2011, are o populație de 623 de locuitori. 